# Apaga
Apaga – wieś w Armenii, w prowincji Armawir. W 2011 roku liczyła 1853 mieszkańców.